# Jeon Min-je
Min-Jæ Jeon (né en 1987 à Incheon) est un compositeur et un pianiste sud-coréen.
Jeon compose ses premières pièces pour piano à 6 ans. En 2003, des arrangements de chansons d’Isang Yun pour orchestre étaient interprétés au Festival international de Tongyoung. En 2004, Jeon étudie avec Hans-Jürgen von Bose à Munich. En 2007, il entre à l’Université nationale des arts de Corée, en classe de composition. Entre 2008 et 2010, «Sum», un groupe de compositeurs de musique nouvelle qu’il a fondé, donne des concerts.
En 2009, il remporte avec Target, le Concours musical international Reine Élisabeth de Belgique en composition. Il est actuellement professeur de contrepoint et de fugue à l’Université nationale des arts de Corée.
Liste des œuvres : 
- Le Bouquet d'Avril pour piano, Op. 1, (2006-13)
- La Sérénade pour piano, Op. 2, (2017-19)

- Valse pour piano, Op. deest, (1995)
- Symphonie n° 0 pour grand orchestre, Op. deest, (2001-03)
- Une Impression varsovienne pour piano, Op. deest, (2005)
- Target pour piano et orchestre, Op. deest, (2009)